# رودني مارش
رودني مارش (بالإنجليزية: Rodney Marsh)‏، من مواليد 11 أكتوبر 1944 في هاتفيلد في إنجلترا، لاعب كرة قدم إنجليزي سابق، ومدرب كرة قدم إنجليزي سابق.
لعب مع منتخب إنجلترا لكرة القدم بين عامي 1971 و1973، وشارك معهم في 9 مباريات وسجل هدف واحد.

## روابط خارجية
- رودني مارش على موقع قاعدة بيانات كرة القدم.إي يو (الإنجليزية)
- رودني مارش على موقع ناشيونال فوتبول تيمز (الإنجليزية)